# Cefadroxil
Cefadroxilul este un antibiotic din clasa cefalosporinelor de primă generație, fiind utilizat în tratamentul unor infecții bacteriene. Este utilizată în tratamentul infecțiilor de tract urinar, infecțiilor de tract respirator, infecțiilor ORL și infecțiilor cutanate. Calea de administrare disponibilă este orală.
Molecula a fost patentată în anul 1967 și a intrat în terapie în anul 1978.

## Utilizări medicale
Cefadroxilul se folosește la infecțiile din tractul respirator